# Велика російська енциклопедія
Велика російська енциклопедія, ВРЕ (рос. Больша́я росси́йская энциклопе́дия, БРЭ) — універсальна російська енциклопедія. Видається видавництвом «Велика російська енциклопедія» згідно з Указом Президента Російської Федерації № 1156 від 14 жовтня 2002 р..
Видання заплановано на 35 томів, а також окремого тому «Росія» (рос. Россия). На 14 грудня 2015 року видано вступний том «Росія» (2004 р.) і 28 нумерованих томів енциклопедії. Повністю видання планувалося випустити до 2016 року. Закінчили видавати у 2017 році.

## Обсяг видання
У вихідних даних всіх томів до 21-го включно значилося «у 30 томах». Починаючи з 22-го тому вказується «у 35 томах». Немає офіційних даних про запланований обсяг «ВРЕ»; в опублікованих словниках енциклопедії налічується близько 87 тис. статей.

## Інтернет-версія
З січня 2016 року (раніше як термін початку роботи значився початок у 2017 р.) планується запуск інтернет-версії Великої російської енциклопедії (в обсязі випущених до цієї дати «паперових» томів). Передбачається, що це буде класична електронна енциклопедія з безкоштовним доступом до матеріалів, що володіє перехресними посиланнями й повнотекстовим пошуком, розміщена на окремому сайті. Поряд з оцифрованою базовою (книжковою) версією енциклопедичної статті передбачається розташовувати регулярні її поновлення. Крім того, в інтернет-версію передбачається включити кілька нових статей, які не ввійшли в друковану версію через жорсткі обмеження її обсягу.

## Авторство
- Головний редактор і голова науково-редакційної ради — Ю. С. Осипов (академік РАН, президент РАН у 1991—2013 рр.).
- Відповідальний редактор — С. Л. Кравець.
- Також у науково-редакційну раду входили чи входять[4][5][6][7]:
  - Академіки РАН (84 особи): С. С. Аверінцев, Є. М. Аврорін, С. І. Адян, Ю. П. Алтухов, Ж. І. Алфьоров (лауреат Нобелівської премії з фізики), Б. В. Ананьіч, О. Ф. Андрєєв, Л. М. Андрєєв, Д. В. Аносов, В. І. Арнольд, С. М. Багаєв, М. С. Бахвалов, О. О. Богатіков, О. О. Боярчук, Є. П. Веліхов, В. О. Виноградов, А. І. Воробйов, Е. М. Галімов, А. В. Гапонов-Грєхов, М. Л. Гаспаров, В. Л. Гінзбург (лауреат Нобелівської премії з фізики), Г. С. Голіцин, А. О. Гончар, А. І. Григор'єв, А. А. Гусейнов, М. І. Давидов, А. П. Дерев'янко, М. Л. Добрецов, Ю. І. Журавльов, М. С. Зефіров, Ю. О. Золотов, В. П. Іванніков, В. Т. Іванов, С. Г. Інге-Вечтомов, А. С. Ісаєв, В. О. Кабанов, Є. М. Каблов, С. П. Карпов, Л. Л. Кисельов, О. Е. Конторович, В. М. Котляков, О. М. Крохін, Е. П. Кругляков, О. Б. Куделін, О. Є. Кутафін, М. П. Лавьоров, В. П. Легостаєв, М. П. Лякішев, В. Л. Макаров, О. М. Матвєєнко, Г. А. Мєсяц, О. Д. Некіпелов, О. В. Ніколаєв, С. П. Новіков, Ю. С. Осіпов (президент РАН в 1991—2013 рр.), Д. С. Павлов, О. М. Паршин, М. А. Плате, М. М. Пономарьов-Стєпной, Ю. В. Прохоров, О. Ю. Розанов, В. А. Рубаков, О. Ю. Румянцев, Д. В. Рундквіст, Г. І. Савін, В. А. Садовничий, О. М. Скринський, О. С. Спірін, Ю. С. Степанов, В. С. Стьопін, М. Л. Титаренко, В. О. Тишков, Ю. Д. Третьяков, К. М. Трубецькой, О. М. Фаворський, Л. Д. Фаддеєв, В. Є. Фортов (президент РАН з 2013 р), К. В. Фролов, Ю. І. Чернов, Г. Г. Чорний, О. О. Чубар'ян, В. Д. Шафранов, С. В. Шестаков, Д. В. Ширков.
  - Члени-кореспонденти РАН: Б. А. Бабаян, В. І. Васильєв, П. П. Гайденко, Р. В. Камелін, М. В. Ковальчук, М. І. Лапін, С. С. Лаппо, О. В. Яблоков.
- Академік РАСГН: В. І. Фісінін.
- Академік РАМ: Д. О. Швидковський.
- Державні діячі РФ: О. О. Авдєєв (міністр культури РФ у 2008—2012 рр.), О. Д. Жуков (віце-прем'єр РФ у 2004—2011 рр.), А. О. Кокошин (секретар Ради Безпеки РФ у 1998 г.), С. Є. Наришкін (керівник Адміністрації Президента РФ в 2008—2011 рр.; голова Державної Думи РФ з 2011 р), О. С. Соколов (міністр культури РФ у 2004—2008 рр.), А. О. Фурсенко (міністр освіти і науки РФ у 2004—2012 рр.), М. Ю. Швидкой (міністр культури РФ у 2000—2004 рр.), С. К. Шойгу (міністр з надзвичайних ситуацій РФ в 1994—2012 рр.; міністр оборони РФ з 2012 р).
- А також: О. Д. Богатуров, В. В. Григор'єв, О. І. Комеч, В. О. Мау, А. Ю. Молчанов, Д. Л. Орлов, С. В. Чемезов.

## Перелік
| Том | Заголовок                                                       | Рік видання | ISBN                   | Кількість сторінок | Наклад у тисячах |
| --- | --------------------------------------------------------------- | ----------- | ---------------------- | ------------------ | ---------------- |
| —   | Россия                                                          | 2004        | ISBN 5-85270-326-5     | 1007               | 25               |
| 1   | А — Анкетирование                                               | 2005        | ISBN 5-85270-329-X     | 766                | 65               |
| 2   | Анкилоз — Банка                                                 | 2005        | ISBN 5-85270-330-3     | 766                | 65               |
| 3   | «Банкетная кампания» 1904 — Большой Иргиз                       | 2005        | ISBN 5-85270-331-1     | 766                | 65               |
| 4   | Большой Кавказ — Великий канал                                  | 2006        | ISBN 5-85270-333-8     | 766                | 65               |
| 5   | Великий князь — Восходящий узел орбиты                          | 2006        | ISBN 5-85270-334-6     | 783                | 65               |
| 6   | Восьмеричный путь — Германцы                                    | 2006        | ISBN 5-85270-335-4     | 767                | 65               |
| 7   | Гермафродит — Григорьев                                         | 2007        | ISBN 978-5-85270-337-8 | 767                | 65               |
| 8   | Григорьев — Динамика                                            | 2007        | ISBN 978-5-85270-338-5 | 767                | 65               |
| 9   | Динамика атмосферы — Железнодорожный узел                       | 2007        | ISBN 978-5-85270-339-2 | 767                | 65               |
| 10  | Железное дерево — Излучение                                     | 2008        | ISBN 978-5-85270-341-5 | 767                | 65               |
| 11  | Излучение плазмы — Исламский фронт спасения                     | 2008        | ISBN 978-5-85270-342-2 | 767                | 65               |
| 12  | Исландия — Канцеляризмы                                         | 2008        | ISBN 978-5-85270-343-9 | 767                | 65               |
| 13  | Канцелярия конфискации — Киргизы                                | 2009        | ISBN 978-5-85270-344-6 | 783                | 60               |
| 14  | Киреев — Конго                                                  | 2009        | ISBN 978-5-85270-345-3 | 751                | 60               |
| 15  | Конго — Крещение                                                | 2010        | ISBN 978-5-85270-346-0 | 767                | 60               |
| 16  | Крещение Господне — Ласточковые                                 | 2010        | ISBN 978-5-85270-347-7 | 751                | 60               |
| 17  | Лас-Тунас — Ломонос                                             | 2011        | ISBN 978-5-85270-350-7 | 782                | 60               |
| 18  | Ломоносов — Манизер                                             | 2011        | ISBN 978-5-85270-351-4 | 767                | 60               |
| 19  | Маниковский — Меотида                                           | 2012        | ISBN 978-5-85270-353-8 | 767                | 60               |
| 20  | Меотская археологическая культура — Монголо-татарское нашествие | 2012        | ISBN 978-5-85270-354-5 | 767                | 60               |
| 21  | Монголы — Наноматериалы                                         | 2013        | ISBN 978-5-85270-355-2 | 767                | 60               |
| 22  | Нанонаука — Николай Кавасила                                    | 2013        | ISBN 978-5-85270-358-3 | 767                | 26               |
| 23  | Николай Кузанский — Океан                                       | 2013        | ISBN 978-5-85270-360-6 | 767                | 26               |
| 24  | Океанариум — Оясио                                              | 2014        | ISBN 978-5-85270-361-3 | 767                | 26               |
| 25  | П — Пертурбационная функция                                     | 2014        | ISBN 978-5-85270-362-0 | 765                | 22               |
| 26  | Перу — Полуприцеп                                               | 2014        | ISBN 978-5-85270-363-7 | 767                | 22               |
| 27  | Полупроводники — Пустыня                                        | 2015        | ISBN 978-5-85270-364-4 | 767                | 22               |
| 28  | Пустырник — Румчерод                                            | 2015        | ISBN 978-5-85270-365-1 | 767                | 22               |
| 29  | Румыния — Сен-Жан-де-Люз                                        | 2015        | ISBN 978-5-85270-366-8 | 767                | 35               |
| 30  | Сен-Жерменский мир 1679 — Социальное обеспечение                | 2015        | ISBN 978-5-85270-367-5 | 767                | 35               |
| 31  | Социальное партнёрство — Телевидение                            | 2016        | ISBN 978-5-85270-368-2 | 767                | 35               |
| 32  | Телевизионная башня — Улан-Батор                                | 2016        | ISBN 978-5-85270-369-9 | 767                | 35               |
| 33  | Уланд — Хватцев                                                 | 2017        | ISBN 978-5-85270-370-5 | 799                | 35               |
| 34  | Хвойка — Шервинский                                             | 2017        | ISBN 978-5-85270-372-9 | 799                | 35               |
| 35  | Шервуд — Яя                                                     | 2017        | ISBN 978-5-85270-373-6 | 799                | 35               |

## Критика
Енциклопедію критикують за те, що це непотрібний престижний проект в епоху, коли всі основні енциклопедії виходили в Інтернет.  
З огляду на спонсорську підтримку з боку уряду і явну мета заміни Вікіпедії,  нейтралітет енциклопедії може бути поставлений під сумнів. Включені деякі матеріали з Великої радянської енциклопедії явно марксистсько-ленінського штибу.
Шеф-редактор «Литературной газеты» Ігор Панін піддав БРЕ найжорсткішій критиці, звинувативши її в розбазарюванні виділених з бюджету РФ двох мільярдів рублів, в низьких темпах написання статей, без статей з актуальних політичних подій і невеликому розмірі статей на важливі для російської поезії теми .
Критики скаржаться, що багато біографій, історичних записів та статей про культуру є вузькими і упередженими: за словами письменника та літературного критика Миколи Подосокорського, деякі статті "досить поверхові", а "списки літератури в кінці часто були надзвичайно упередженими". Визнаючи, що деякі статті в енциклопедії були "чудовими", Подосокорський все ж таки заявив, що він дотримується в цілому негативного погляду на проект.

## Скандали
Енциклопедію координували наступні організації:
- Открытое Акционерное Общество «Научное издательство «Большая Российская энциклопедия» (керівники: Артьомов Микола Сергійович - до 2021 року, Кузнєцов Юрій Кімович - у 2021-2023 роках, Алєксєєв Леонід Вікторович - з 2023 року);
- Автономная некоммерческая организация «Национальный научно-образовательный центр „Большая российская энциклопедия“» была учреждена распоряжением Правительства РФ от 26 ноября 2019 г. № 2804-р.
- Научно-образовательный портал "Большая российская энциклопедия" (ZNANIYA.ORG)
БРЕ уже в 2023-2024 роках поступово замінили на "Ру-Вікі" після того, як у серпні 2023 року його головним редактором був призначений Єрьомін Ігор Валерійович - чинний заступник голови державної установи «Московский областной центр информационно-коммуникационных технологий». .